# Magdusa Ka
Magdusa Ka (Misery título internacional) é uma telenovela filipina escrita por Pablo S. Gomez e dirigida por Maryo J. de los Reyes. Foi exibida pelo canal GMA Network.

## Elenco
- Katrina Halili ... Christine Salvador Doliente-Henson
- Dennis Trillo ... Rodolfo "Rod" Henson
- Iwa Moto ... Millet Calpito

## Prêmios
| Ano  | Prémio             | Categoria         | Resultado |
| ---- | ------------------ | ----------------- | --------- |
| 2009 | Emmy Internacional | Melhor Telenovela | Indicado  |